# Cantó de Monestièr
El cantó de Monestièr és un cantó francès del departament del Tarn, situat al districte d'Albi. Té 9 municipis i el cap cantonal és Monestièr.

## Municipis
- Combafan
- La Parroquial
- Monestièr
- Montirat
- Sant Cristòfol
- Salas
- Lo Segur
- Trevièn
- Virac

## Història
| Data d'elecció                           | Identitat        | Partit | Qualitat |
| ---------------------------------------- | ---------------- | ------ | -------- |
| 1982-2008                                | Jean-Marc Pastor | PS     |          |
| 2008-                                    | Denis Marty      | PS     |          |
| les dades anteriors no són pas conegudes |                  |        |          |
|                                          |                  |        |          |

## Demografia
| 1962  | 1968  | 1975  | 1982  | 1990  | 1999  | 2006  |
| ----- | ----- | ----- | ----- | ----- | ----- | ----- |
| 3.107 | 3.468 | 3.109 | 3.008 | 2.911 | 2.853 | 2.783 |